# Johann Elert Bode
Johann Elert Bode  (Hamburg, 19. siječnja 1747. – Berlin, 23. studenoga 1826.), njemački astronom
Poznat je po reformuliranju i populariziranju Titius-Bodeova zakona. Bode je otkrio orbitu planeta Urana i predložio ime za taj planet. 
Poznat po otkrivanju galaktike Bodeove maglice.

## Izabrana djela
- 1768. (10. izd. 1844.) Anleitung zur Kentniss des Gestirnten Himmels (najslavnije od Bodeovih radova. U ovom djelu prvi je najavio Bodeov zakon.)
- 1774. – 1957. Berliner Astronomisches Jahrbuch für 1776-1959 (astronomski godišnjak koji je objavila Berlinska zvjezdarnica, sadrži Bodeove radove)
- 1776. Sammlung astronomischer Tafeln (3 sveska)
- 1776. (3. izd. 1808.) Erläuterung der Sternkunde, uvodna knjiga o zviježđima i njihovim pričama, koja je poslije imala više od deset pretisaka
- 1782. Vorstellung der Gestirne ... des Flamsteadschen Himmelsatlas (Bodeovo revidirano i proširano izdanje Fortinova mala Flamsteedova zvjezdana atlasa.)

Verzeichniss (sadrži gore opisani zvjezdani atlas, sadrži 5058 zvijezda koje su promatrali Flamsteed, Hevelius, T. Mayer, de la Caille, Messier, le Monnier, Darquier te sami Bode)
- 1801. Uranographia sive Astrorum Descriptio (veliki zvjezdani atlas ilustriran s dvadeset bakrenih ploča)

Allgemeine Beschreibung und Nachweisung der Gestirne (zvjezdani katalog koji sadrži 17.240 zvijezda)
Bodeovi radovi su bili vrlo učinkoviti u širenju zanimanja za astronomiju diljem Njemačke.
Od 1787. do 1825. bio je ravnatelj Astronomskog izračunskog instituta na sveučilištu u Heidelbergu. Godine 1794. izabran je za inozemnog člana Švedske kraljevske akademije znanosti. Travnja 1789. postao je član Kraljevskog društva za poboljšanje znanja o prirodi, stekavši naslov fellow of the Royal Society.
Godine 1789. Bodeov kolega iz Kraljevske akademije Martin Klaproth nadahnut Bodeovim imenom za planet Uran dao je novootkrivenom kemijskom elementu ime "uranij".
- Allgemeine Betrachtungen über das Weltgebäude, 1808

## Vanjske poveznice
- AtlasCoelestis.com: Vorstellung der Gestirne, napisao J.E. Bode 1782. - pristupljeno 7. rujna 2007. (tal.)
- AtlasCoelestis.com: Uranographia, Berlino 1801 -  pristupljeno 7. rujna 2007. (tal.)
- Kratki životopis J. E. Bodea (eng.)